# EC Bahia
Az Esporte Clube Bahia, labdarúgó csapatát Salvadorban alapították 1931-ben. Legnagyobb riválisuk a helyi Vitória, rangadójuk a Ba-Vi, mely általában mindig telt ház előtt zajlik. A brazil együttes a Baiano bajnokság és a Série A résztvevője.

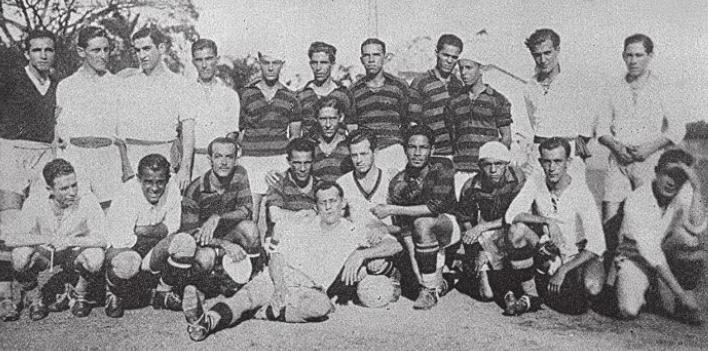
Az 1932-es csapat

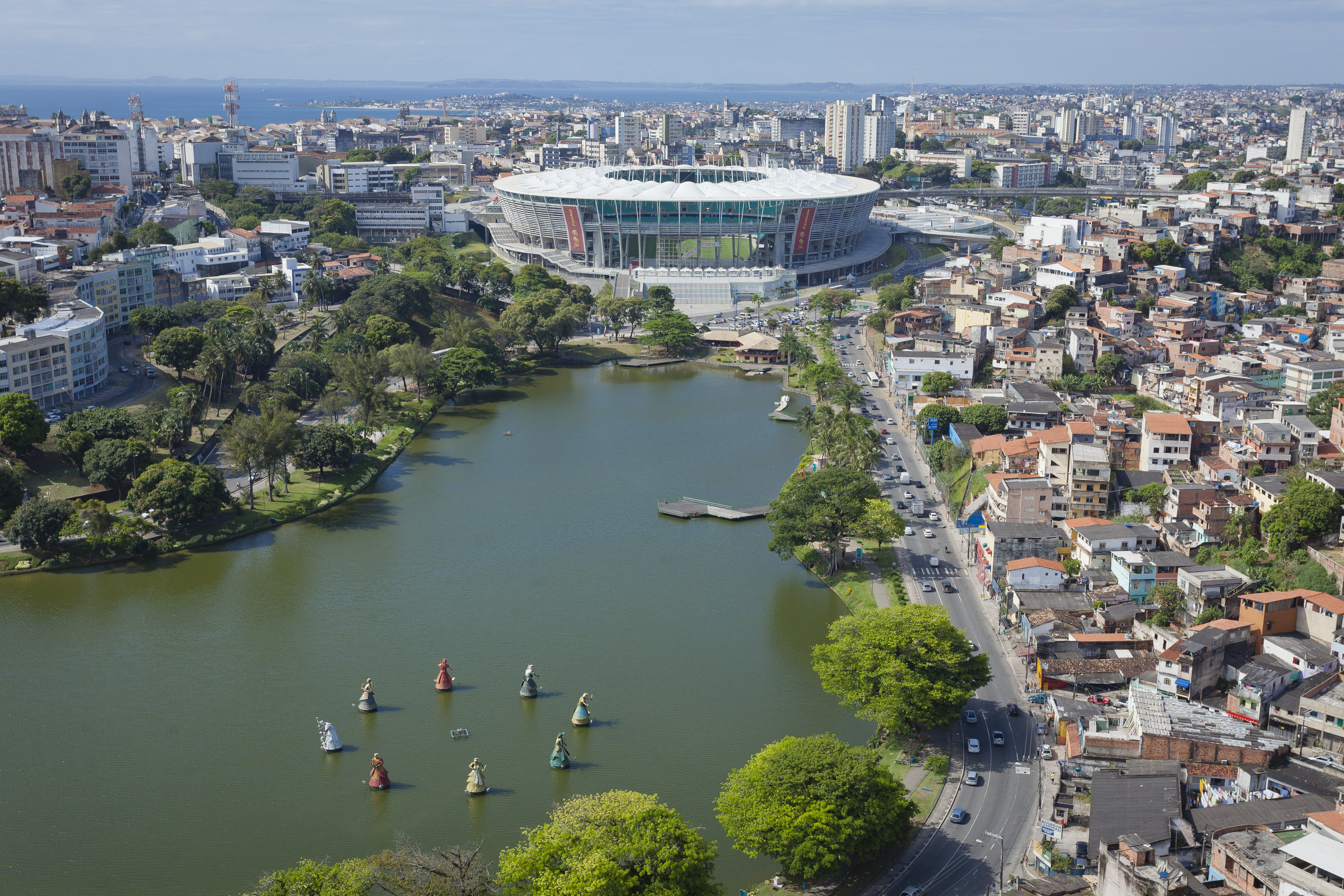
Arena Fonte Nova

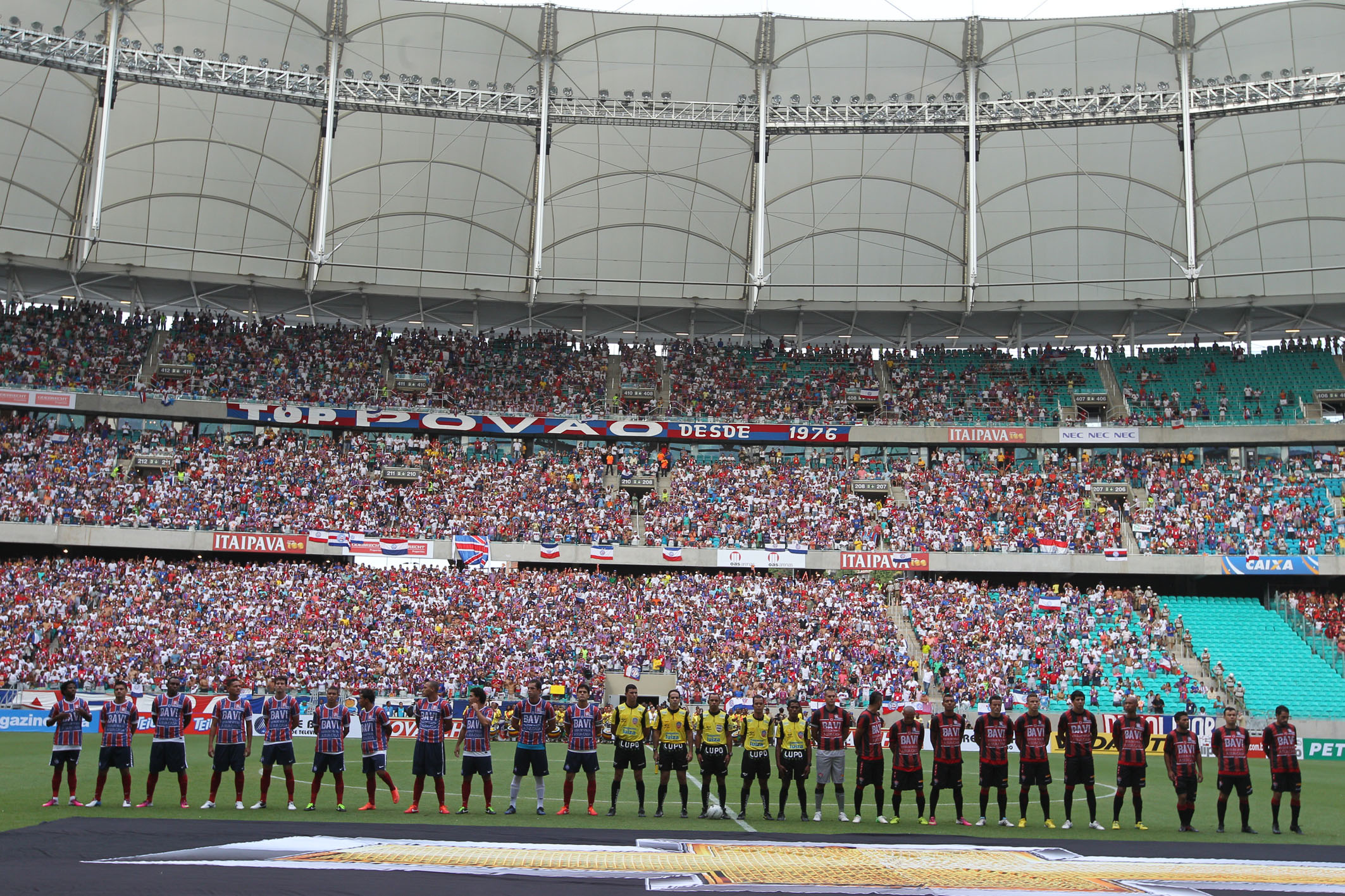
Ba-Vi a Fonte Novában 2013-ban

## Sikerlista

### Hazai
- 2-szeres bajnok: 1959, 1988

### Állami
- 47-szeres Baiano bajnok: 1931, 1933, 1934, 1936, 1938,[1] 1940, 1944, 1945, 1947, 1948, 1949, 1950, 1952, 1954, 1956, 1958, 1959, 1960, 1961, 1962, 1967, 1970, 1971, 1973, 1974, 1975, 1976, 1977, 1978, 1979, 1981, 1982, 1983, 1984, 1986, 1987, 1988, 1991, 1993, 1994, 1998, 1999,[2] 2001, 2012, 2014, 2015, 2018